# Corrado Laskonogi
Corrado Laskonogi (in polacco: Konrad Laskonogi) (Altenburg, 1146/1157 – Polonia, 1190 circa) fu duca di Głogów dal 1177 fino alla sua morte.
Era il terzo figlio di Ladislao II l'Esiliato avuto dalla moglie Agnese di Babenberg, figlia del margravio Leopoldo III di Babenberg.  Prese il nome da Corrado III di Germania, fratellastro di sua madre.

## Biografia
Poco si sa sui primi anni di vita di Corrado. Lo storico tedesco Hermann Grotefend sostenne che se Corrado avesse preso il nome da suo zio, significa che era nato in Germania, dove i suoi genitori furono espulsi nel 1146. Epytaphia ducum Slezie (Nagrobki książąt śląskich) lo chiamò domicellus. Questo termine significa "adolescente", ma anche un uomo adulto non sposato. Il genealogista polacco Kazimierz Jasiński suppone che sia molto dubbio che un uomo di circa 40 anni possa essere definito adolescente.  Jasiński era d'accordo con Grotefend sul fatto che Corrado fosse nato in Germania. Ha anche affermato che la differenza di età tra i figli della stessa madre non può essere superiore a 30 anni. Poiché Boleslao I l'Alto, il fratello maggiore di Corrado, nacque nel 1127, significa che Corrado nacque non più tardi del 1157. 
Corrado era malato.  Probabilmente soffriva di paresi delle gambe.  Il soprannome polacco "Laskonogi" significa appunto "gambe bastone".
Fu preparato dai suoi genitori per una carriera ecclesiastica, probabilmente all'Abbazia benedettina di Waldsassen o all'Abbazia di Fulda.  Probabilmente era ancora minorenne nel 1163, quando i suoi fratelli maggiori Boleslao I l'Alto (Bolesław I Wysoki) e Miecislao I (Mieszko I Plątonogi - Miecislao IV di Polonia), appoggiati dall'imperatore Federico I Barbarossa, tornarono in Polonia e ricevettero il Ducato di Slesia dallo zio Granduca Boleslao IV il Ricciuto (Bolesław IV Kędzierzawy). Corrado rimase probabilmente in Germania in quel momento. 
Boleslao l'Alto e Miecislao I prima governarono insieme, ma presto entrarono in conflitto l'uno con l'altro e nel 1173 divisero il ducato. Boleslao dominò quindi la parte più ampia della Bassa Slesia tra cui Breslavia e Głogów e Miecislao ottenne Racibórz e Cieszyn. Successivamente Corrado tornò in Slesia e rivendicò i suoi diritti; mentre le liti tra i fratelli continuavano, dovette aspettare fino al 1177, quando Boleslao l'Alto, su istanza del Gran Duca Casimiro II il Giusto, cedette il neocostituito Ducato di Głogów a Corrado.
Corrado non si sposò mai e non ebbe figli. Poiché non viene menzionato dopo il 1178, potrebbe essere morto poco dopo, anche se alcune fonti classificarono la sua morte intorno al 1190. I suoi domini furono ereditati dal fratello Boleslao.
Secondo la storiografia più antica, Corrado si dimise dal suo ducato e morì il 19 febbraio 1203 come vescovo di Bamberga. Questo errore fu spiegato nel 1957 dallo storico tedesco Hans Paschke, il quale indicò che il vescovo Corrado von Ergersheim era stato confuso con Corrado, vescovo di Passau, in seguito duca di Głogów. 

## Ascendenza
|                           |                          |                            | Genitori               |  |  | Nonni |  |  | Bisnonni                   |  |  | Trisnonni             |  |
|                           |                          |                            |                        |  |  |       |  |  | Ladislao Herman di Polonia |  |  | Casimiro I di Polonia |  |
|                           |                          |                            |                        |  |  |       |  |  | Ladislao Herman di Polonia |  |  | Casimiro I di Polonia |  |
|                           |                          | Maria Dobroniega di Kiev   |                        |  |  |       |  |  | Ladislao Herman di Polonia |  |  |                       |  |
| Boleslao III di Polonia   |                          |                            |                        |  |  |       |  |  | Ladislao Herman di Polonia |  |  |                       |  |
|                           |                          | Giuditta di Boemia         | Vratislao II di Boemia |  |  |       |  |  |                            |  |  |                       |  |
|                           |                          | Giuditta di Boemia         | Vratislao II di Boemia |  |  |       |  |  |                            |  |  |                       |  |
|                           |                          | Giuditta di Boemia         | Adelaide d'Ungheria    |  |  |       |  |  |                            |  |  |                       |  |
| Ladislao II l'Esiliato    |                          | Giuditta di Boemia         |                        |  |  |       |  |  |                            |  |  |                       |  |
|                           |                          | Svjatopolk II di Kiev      | Izjaslav I di Kiev     |  |  |       |  |  |                            |  |  |                       |  |
|                           |                          | Svjatopolk II di Kiev      | Izjaslav I di Kiev     |  |  |       |  |  |                            |  |  |                       |  |
|                           |                          | Svjatopolk II di Kiev      | Gertrude di Polonia    |  |  |       |  |  |                            |  |  |                       |  |
| Zbyslava di Kiev          |                          | Svjatopolk II di Kiev      |                        |  |  |       |  |  |                            |  |  |                       |  |
|                           |                          | …                          | …                      |  |  |       |  |  |                            |  |  |                       |  |
|                           |                          | …                          | …                      |  |  |       |  |  |                            |  |  |                       |  |
|                           |                          | …                          | …                      |  |  |       |  |  |                            |  |  |                       |  |
| Corrado Laskonogi         |                          | …                          |                        |  |  |       |  |  |                            |  |  |                       |  |
|                           | Leopoldo II di Babenberg | Ernesto di Babenberg       |                        |  |  |       |  |  |                            |  |  |                       |  |
|                           | Leopoldo II di Babenberg | Ernesto di Babenberg       |                        |  |  |       |  |  |                            |  |  |                       |  |
|                           | Leopoldo II di Babenberg | Adelaide di Eilenburg      |                        |  |  |       |  |  |                            |  |  |                       |  |
| Leopoldo III di Babenberg | Leopoldo II di Babenberg |                            |                        |  |  |       |  |  |                            |  |  |                       |  |
|                           |                          | Ida di Formbach-Ratelnberg | …                      |  |  |       |  |  |                            |  |  |                       |  |
|                           |                          | Ida di Formbach-Ratelnberg | …                      |  |  |       |  |  |                            |  |  |                       |  |
|                           |                          | Ida di Formbach-Ratelnberg | …                      |  |  |       |  |  |                            |  |  |                       |  |
| Agnese di Babenberg       |                          | Ida di Formbach-Ratelnberg |                        |  |  |       |  |  |                            |  |  |                       |  |
|                           |                          | Enrico IV di Franconia     | Enrico III il Nero     |  |  |       |  |  |                            |  |  |                       |  |
|                           |                          | Enrico IV di Franconia     | Enrico III il Nero     |  |  |       |  |  |                            |  |  |                       |  |
|                           |                          | Enrico IV di Franconia     | Agnese di Poitou       |  |  |       |  |  |                            |  |  |                       |  |
| Agnese di Waiblingen      |                          | Enrico IV di Franconia     |                        |  |  |       |  |  |                            |  |  |                       |  |
|                           |                          | Berta di Savoia            | Oddone di Savoia       |  |  |       |  |  |                            |  |  |                       |  |
|                           |                          | Berta di Savoia            | Oddone di Savoia       |  |  |       |  |  |                            |  |  |                       |  |
|                           |                          | Berta di Savoia            | Adelaide di Susa       |  |  |       |  |  |                            |  |  |                       |  |
|                           |                          | Berta di Savoia            |                        |  |  |       |  |  |                            |  |  |                       |  |